# NGC 1084
NGC 1084 é uma galáxia espiral (Sc) localizada na direcção da constelação de Eridanus. Possui uma declinação de -07° 34' 40" e uma ascensão recta de 2 horas, 45 minutos e 59,8 segundos.
A galáxia NGC 1084 foi descoberta em 10 de Janeiro de 1785 por William Herschel.